# Elapsoidea broadleyi
Elapsoidea broadleyi là một loài rắn trong họ Rắn hổ. Loài này được Jakobsen miêu tả khoa học đầu tiên năm 1997.